# Dactylorhiza viridella
Dactylorhiza viridella là một loài thực vật có hoa trong họ Lan. Loài này được (Hesl.-Harr.) ined. mô tả khoa học đầu tiên.